# Iglesia de la Natividad de Nuestra Señora (Villahermosa del Río)
La iglesia de la Natividad de la Virgen María de Villahermosa del Río, está situada en el centro de la población, en la plaza de la Iglesia. Es la parroquia de la población, templo católico que pertenece al obispado de Segorbe-Castelló.

## Historia
Durante la Guerra de Sucesión, en 1707, un incendio destruye toda la población y la reconstrucción se hace en el lugar que actualmente ocupa. Una reconstrucción de todo el pueblo obliga a edificar o condicionar una iglesia provisional hasta el acabamiento de la construcción del actual templo que se inicia el 1768, siguiendo el proyecto realizado por el arquitecto académico valenciano Vicente Gascó.
Es un Bien de Relevancia Local con la categoría de Monumento de Interés Local por la Disposición Adicional Quinta de la Ley 5/2007, de 9 de febrero, de la Generalitat Valenciana, del Patrimonio Cultural Valenciano.

## Arquitectura

### Estructura
La iglesia tiene planta de cruz latina inscrita en un rectángulo y su espacio interior se articula longitudinalmente con una nave central y dos laterales, donde se sitúan las capillas entre contrafuertes; tiene crucero y presbiterio con cabecera octavada.

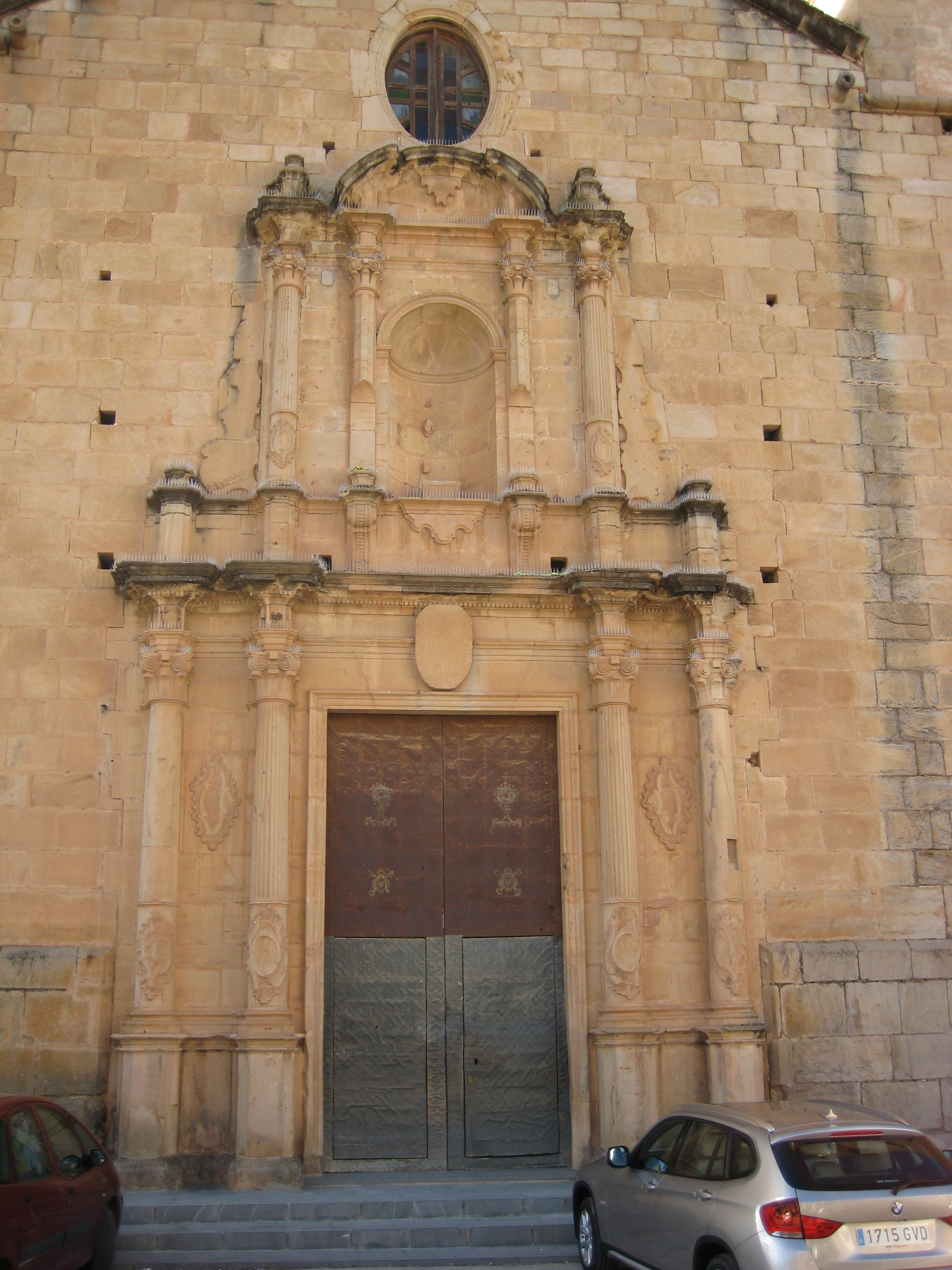
Portada

En el interior, la nave central y los brazos del crucero están cubiertos con bóveda de cañón con lunetos, las laterales con bóveda vaída, el crucero con cúpula sobre tambor cargado sobre pechinas pero sin linterna, y el presbiterio, con bóveda de cañón con lunetos rematada a la cabecera con bóveda de cuadrante de esfera. En las naves laterales los tramos se comunican mediante arcos de dintel. Se conserva decoración mural en las conchas, cúpula y presbiterio. Este espacio interior se articula mediante pilares y pilastras de orden corintio que sostienen un fuerte entablamento que rodea la nave.

### Fachada
La fachada, a los pies del templo, es un gran lienzo de sillares rematado por una cornisa que sigue la cubierta, a dos aguas, de la nave central. En este frontispicio solamente destaca una portada de dos cuerpos: el inferior con la apertura de acceso con arco de dintel moldurado franqueada por columnas corintias emparejadas con altos pedestales y con el tercio inferior del fuste decorado, y las interiores, en la parte superior, acanalada, soportando un entablamento movido, que aparece decorado con canecillos bajo la cornisa; y el cuerpo superior sigue el mismo tipo de columnas emparejadas, con las interiores rebajada la parte inferior para colocar unas pequeñas esculturas, ahora inexistentes, enmarcando una hornacina con vuelta de cuadrante de esfera, soportando un frontón circular vaciado.

### Torre campanario
La torre campanario, situada a los pies de la nave, en el lado de la Epístola, está adosada a la fachada. Tiene planta cuadrangular, con dos cuerpos macizos y, el cuerpo de las campanas, con una apertura de medio punto en cada cara flanqueada por parejas de pilastras, coronada por una fuerte cornisa con bolas en los ángulos.

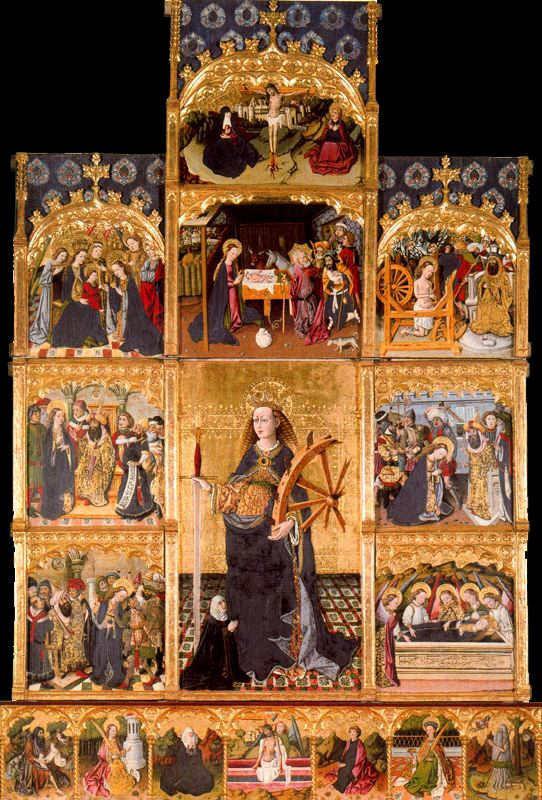
Retablo de Santa catalinade Alejandría, de Joan Reixac

## Museo parroquial
De la colección de objetos litúrgicos y artísticos que posee la parroquia destacan los retablos góticos:
- Retablo del Corpus Christi (1385-1390), del Maestro de Villahermosa del Río. La estructura se articula con tres calles y tres pisos. En la calle central destaca una mesa más larga con la Santa Cena y un ático con la Crucifixión, mientras en los laterales, de arriba abajo, los pisos representan el Anunciación y la Natividad, la elevación de la Sagrada Forma y la procesión del Corpus Christi, y el milagro eucarístico de Billettes;[4] y todo descansa sobre una predela centrada con el Cristo doliente, rodeado por seis santos.[5]
- Retablo de san Llorenzo y san Esteban (1390-1395), del Maestro de Villahermosa del Río. Consta de tres calles con dos ahijadas y tres pisos, con ático y predela, rematado por pináculos y chambranas. Tanto la mesa central, por la dualidad de la advocación, como alguna de las laterales están geminadas.[6]
- Retablo de santa Catalina de Alejandría (1448), de Juan Rexach. Consta de tres calles y tres pisos, con ático y predela, rematado por pináculos y chambranes. La mesa central ocupa dos pisos.
- Restos de un retablo de temática escatológica, del Maestro de Villahermosa del Río, del cual solamente se conservan tres mesas: la entrada de los justos a la Gloria, la resurrección de los muertos y en el compartimento central, de dimensiones más grandes, el Cristo de la segunda venida. Se encuentra nuevamente engargolado en la sacristía.[7]
- Retablo de los gozos de María, del Maestro de Villahermosa del Río, con tres calles y tres pisos. En la calle central destacaba la Virgen de la Leche y arriba, la Ascensión junto a la Expulsión de Adan y Eva del Paraíso; de arriba abajo, la calle izquierda mostraba la Natividad, la Epifanía y la Presentación de Cristo al templo, y la calle derecha tenía la Resurrección, la Dormición de la Virgen y el Pentecostés. De este retablo, perdidos la Natividad y la Resurrección solamente se conservan seis mesas, engargoladas en 2005, formando actualmente el retablo mayor de la Natividad de la Virgen María, al presbiterio.[7]

Además, el museo conserva otras piezas interesantes:
- San Bartolomé (finales del siglo XIV). Escultura gótica que pertenecía a su ermita homónima.
- Capa y casulla bordadas del siglo XVI.
- Cáliz renacentista.